# De Londres a Ladysmith via Pretória
De Londres a Ladysmith via Pretória (London to Ladysmith via Pretoria) é um livro escrito por Winston Churchill publicado pela primeira vez em 1900. É um registo de impressões pessoais de Churchill durante os primeiros cinco meses da Segunda Guerra dos Bôeres. Inclui um relato da libertação do cerco a Ladysmith (cidade da África do Sul) e também a história da captura de Churchill pelos Boers e a sua fuga dramática.
O livro é dedicado ao Pessoal dos Caminhos de Ferro da Província do Natal na África do Sul.

## Enquadramento
Embora tivesse deixado o seu Regimento, o 4º de Hussardos, no ano anterior, em 1899 Winston Churchill estava ansioso como nunca por voltar a sentir o estampido das armas e não perdeu tempo a obter credenciação pelo The Morning Post como correspondente de guerra. Partiu de Southampton a bordo do Dumottar Castle em 14 de outubro e chegou à Cidade do Cabo no dia 31.
Churchill foi capturado enquanto repórter militar, mas escapou da prisão e viajou quase 300 milhas (cerca de 480 km) ate à portuguesa Lourenço Marques, atual Maputo, com a assistência de um gerente mineiro inglês. A fuga fez dele um pequeno  herói nacional durante algum tempo na Grã-Bretanha, mas em vez de regressar a casa, ele voltou a juntar-se ao exército do General Redvers H. Buller na sua marcha para ajudar os britânicos no cerco de Ladysmith e tomar Pretória. Desta vez, embora continuando como correspondente de guerra, Churchill foi incorporado no Regimento de Cavalaria Ligeira da África do Sul. Churchill foi um dos primeiros militares britânicos a atingir Ladysmith e Pretória. Na verdade, ele e o seu primo, Charles Spencer-Churchill, 9.° Duque de Marlborough, conseguiram chegar à frente do resto das tropas a Pretória, onde exigiram e obtiveram a rendição de cinquenta e dois guardas Boer do campo de prisioneiros.
Mais tarde Churchill relatou de novo os eventos descritos em artigos no The Strand Magazine em 1923-24 e na sua autobiografia A Minha Juventude. Escreveu depois um segundo livro, Ian Hamilton's March, com as suas experiências, continuando o relato a partir do ponto em que este acabou.

## Alguns acontecimentos e situações descritos
Churchill descreve o que sentiu quando o comboioblindado em que  tinha viajado foi emboscado pelos Boers.
E descreve as suas impressões sobre o exército Boer quando o pôde observar pela primeira vez pouco depois de ter sido aprisionado.
Sobre o sentimento de ser um prisioneiro:
Não sei quantos homens vi, mas só durante esta marcha certamente não menos de 5.000. Deste grande número apenas dois insultaram o grupo dos prisioneiros...Mas por pequeno e insignificante que fosse, o insulto caía horrivelmente. Os soldados sentiam-se picados e respondiam, mas os oficiais restringiam-nos com o olhar. Contudo, foi uma dura lição. Apenas alguns dias antes tinha eu lido nos jornais como os Kaffirs tinham vaiado os prisioneiros Boer quando eles marcharam em Pietermaritzburg, perguntando-lhes: “Onde estão os vossos passes?” Então parecia uma piada muito inofensiva, mas agora eu entendo como um prisioneiro se sente com essas coisas.
O que ele levou com ele na sua fuga bem sucedida, e o que ele queria ter levado.
Sobre o que um Boer disse a Churchill sobre o cerne da sua disputa com os britânicos.
Os seus sentimentos ao ver o seu irmão mais novo John Spencer-Churchill ferido.
Quando estava preso Churchill tentou obter a sua libertação argumentando que era um civil (ele estava muito desagradado com a ideia de permanecer na prisão enquanto a guerra prosseguia), dado que os Boers tinham libertado alguns prisioneiros civis.
O que o livro não descreve foi que ele tinha se tinha comprometido, para se libertado, a não voltar a participar na campanha, nem dar qualquer informação que pudesse prejudicar a causa dos Boer. Só para garantir a libertação, também tentou ser classificado como prisioneiro militar, quando constou uma possível troca de prisioneiros militares. Os Boers consideravam-no um prisioneiro importante, por causa da sua reputação como correspondente de guerra, e porque ele era um membro da baixa aristocracia cujo pai tinha sido membro do governo britânico. No entanto, constou que os Boers estavam a considerar seriamente a possibilidade de aceitar a sua oferta de se retirar da guerra, o que mais tarde deu origem à acusação de que ele tinha quebrado o acordo quando retomou as reportagens após a sua fuga.

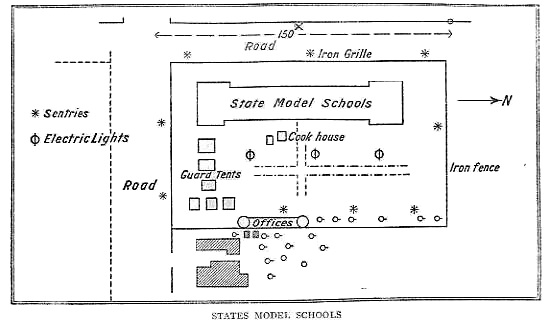
Diagrama por Churchill do prédio onde ele foi mantido como prisioneiro

Com outros dois, o Capitão Haldane e o Sargento Brockie, Churchill concebeu um plano. O prédio onde estavam detidos, a State Model School, era rodeado por um pátio patrulhado e depois por um muro. As sentinelas deslocavam-se, e os conspiradores determinaram que a certa altura as sentinelas ficariam momentaneamente incapazes de ver parte do muro, e um homem preparado seria capaz de o escalar. Na primeira noite que eles resolveram tentar a fuga, os sentinelas mudaram o padrão de patrulha e a fuga tornou-se impossível. Mas num dado momento surgiu a oportunidade, quando dois sentinelas pararam para falar um com o outro, e Churchill escalou o muro.
Brockie foi morto em Ypres, em 1915, mas entre Churchill e Haldane adveio uma controvérsia que se manteve latente até à morte do último em 1950 sobre os exatos acontecimentos daquela noite. Haldane alegou que o grupo tinha concordado em adiar a fuga novamente, e que Churchill tinha decidido saltar o muro por si mesmo. O relato de Churchill descreve que esperou atrás do muro mais de uma hora para que os outros se lhe juntassem e depois uma discussão entre eles através do muro, na qual os outros lhe disseram que o sentinela estava desconfiado e eles não podiam fugir. Haldane concordava que a conversa teve lugar, mas não sobre o modo como Churchill tinha passado para o outro lado do muro, enquanto eles não o tinham feito.

## Ligações Externas
- London to Ladysmith via Pretoria at Google Books
- London to Ladysmith via Pretoria at Project Gutenberg